# Tambobamba
Tambobamba è una città del Perù, capoluogo del distretto omonimo e della provincia di Cotabambas.